# Корчани
Корча́ни —  село в Україні, у Лебединській міській громаді Сумського району Сумської області. Населення становить 59 осіб. До 2020 орган місцевого самоврядування — Калюжненська сільська рада.

## Географія
Село Корчани знаходиться за 2,5 км від лівого берега річки Вільшанка. Примикає до села Ляшки, на відстані 1 км розташовані села Тригуби і Вершина. По селу протікає пересихаючий струмок з загатою.

## Історія
За даними на 1864 рік на власницькому хуторі Рябушкинської волості Лебединського повіту Харківської губернії мешкало 66 осіб (33 чоловічої статі та 33 — жіночої), налічувалось 9 дворових господарств.
12 червня 2020 року, відповідно до Розпорядження Кабінету Міністрів України № 723-р «Про визначення адміністративних центрів та затвердження територій територіальних громад Сумської області», увійшло до складу Лебединської міської територіальної громади.
19 липня 2020 року, після ліквідації Лебединського району, село увійшло до Сумського району.